# 1997-es UNCAF-nemzetek kupája
Az 1997-es UNCAF-nemzetek kupája volt a torna negyedik kiírása. A tornát Guatemalában rendezték, és selejtezőként szolgált az 1998-as CONCACAF-aranykupára, amelyre végül Costa Rica, Guatemala és Salvador kvalifikálta magát.

## Selejtező
| 1. csapat | Össz. | 2. csapat | 1. mérk. | 2. mérk. |
| --------- | ----- | --------- | -------- | -------- |
| Belize    | 1-2   | Panama    | 1-1      | 0-1      |

## Első csoportkör

### A csoport
| Csapat     | Pont | M | Gy | D | V | RG | KG |
| ---------- | ---- | - | -- | - | - | -- | -- |
| Guatemala  | 4    | 2 | 1  | 1 | 0 | 7  | 2  |
| Costa Rica | 4    | 2 | 1  | 1 | 0 | 6  | 2  |
| Nicaragua  | 0    | 2 | 0  | 0 | 2 | 2  | 11 |

| Guatemala  | 6 - 1 | Nicaragua  |
| Costa Rica | 5 - 1 | Nicaragua  |
| Guatemala  | 1 - 1 | Costa Rica |

### B csoport
| Csapat   | Pont | M | Gy | D | V | RG | KG |
| -------- | ---- | - | -- | - | - | -- | -- |
| Honduras | 6    | 2 | 2  | 0 | 0 | 8  | 0  |
| Salvador | 3    | 2 | 1  | 0 | 1 | 2  | 3  |
| Panama   | 0    | 2 | 0  | 0 | 2 | 0  | 7  |

| Honduras    | 5 - 0 | Panama      |
| El Salvador | 2 - 0 | Panama      |
| Honduras    | 3 - 0 | El Salvador |

## Második csoportkör
| Csapat     | Pont | M | Gy | D | V | RG | KG |
| ---------- | ---- | - | -- | - | - | -- | -- |
| Costa Rica | 7    | 3 | 2  | 1 | 0 | 6  | 1  |
| Guatemala  | 7    | 3 | 2  | 1 | 0 | 3  | 1  |
| Salvador   | 1    | 3 | 0  | 1 | 2 | 0  | 2  |
| Honduras   | 1    | 3 | 0  | 1 | 2 | 0  | 5  |

| Honduras   | 0 - 4 | Costa Rica  |
| Guatemala  | 1 - 0 | El Salvador |
| Guatemala  | 1 - 0 | Honduras    |
| Costa Rica | 1 - 0 | El Salvador |
| Honduras   | 0 - 0 | El Salvador |
| Costa Rica | 1 - 1 | Guatemala   |

## A torna álomcsapata
- Erick Lonnis
- Harold Wallace
- Mauricio Wright
- Wilfredo Iraheta
- Martín Machón
- Juan Manuel Funes
- Luis Diego Arnáez
- Amado Guevara
- Juan Carlos Plata
- Rolando Fonseca
- Wilmer Velasquez